# Harry Geithner
Harry Geithner Cuesta (Santa Fé de Bogotá, 9 de março de 1967) é um ator e empresário colombiano. Tem três irmãos: sua gêmea Aura Cristina, Catherine e John.

## Biografia
Antes de atuar foi um empresário, uma vez que ele estudou Administração de Empresas. Já formou duas empresas, tanto no México e na Colômbia. É também um fotógrafo profissional, mas essa profissão é mais recente. Aos 26 anos ele começou a estudar teatro e da arte dramática e educação da voz na "Academia Conarte", carreira que não estava de acordo sua mãe.
Tendo participado em várias produções no seu país e na Espanha, a Televisa o contratou para trabalhar como o personagem "Lencho" na telenovela Te sigo amando. Foi com este personagem que ele se tornou conhecido no México e em mais de 150 países.
Café com aroma de mulher, "Moposina", "De Pies A Cabeza", Sueños y espejos e Maria Belén, foram algumas telenovelas que Harry Geithner esteve envolvido.
Para alguns de seus desempenhos ganhou prêmios como: "Los ACE" de Nova York, em (1999) e "Las Palmas de Oro" no México, em (1997). Além de atuar faz ações promocionais, conduz uma linha de óculos de sol, relógios e cintos.
Em 2003 participou da telenovela Amor real, produzida por Carla Estrada, onde ele compartilhou créditos com Fernando Colunga, Adela Noriega e Mauricio Islas.
Reapareceu em 2006 na telenovela mexicana La Verdad Oculta com Galilea Montijo e Gabriel Soto. Em 2007, ele foi um dos protagonistas da telenovela colombiana Zorro: La espada y la rosa. No mesmo ano atuou no filme mexicano "La Santa Muerte", interpretando "Pablo".
Em 2008 atuou em mais duas telenovelas: La Traición e El Juramento, ambos da rede Telemundo. Aura Cristina, sua irmã gêmea, é também uma atriz reconhecida na Colômbia.

## Telenovelas
- Silvia, frente a ti (2019) .... Emilio Azcárraga Milmo
- Por amar sin ley (2018) .... Jorge García
- Hijas de la luna (2018) .... Gustavo "El divo" Reina
- Un camino hacia el destino (2016) .... Leopoldo Araos
- Amores con trampa (2015) .... Esteban Cifuentes
- Voltea pa' que te enamores (2014-2015) .... Doroteo
- Libre para amarte (2013) .... Napoleón Vergara
- Un refugio para el amor (2012) .... Óscar Gaitán
- Maldita (2012) .... Esteban Zúñiga
- Eva Luna (2010-2011) .... Francisco Conti
- Hasta que el dinero nos separe (2009) .... Edgar "El zorro" Merino
- La traición (2008)  .... Francisco "Paquito" de Morales
- El juramento (2008) .... Diego Platas
- Tiempo final (2007).... Hernán
- Zorro: La espada y la rosa (2007).... Comandante Ricardo Montero
- La verdad oculta (2006).... Leonardo Faidella
- Nunca te diré adiós (2005).... Ricardo Alvarado
- Inocente de ti (2004).... Gustavo
- Amy, la niña de la mochila azul (2004).... Dr. César Ballesteros
- Amor real (2003).... Tenente Yves Santibáñez de la Roquette
- Entre el amor y el odio (2002).... Everaldo Castilho
- Maria Belén (2001).... Rogelio García Marín
- Ángela (1998).... Julián Arizpe
- Te sigo amando (1996)  .... Lencho
- Sueños y espejos (1994)
- Café com aroma de mulher (1994).... Dr. Carmona

## Filmes
- La santa muerte (2007)
- Testigo protegido (2006)
- Carne de cañón (2003)
- El patrón mas chingon en prision (2002)
- Detras del paraíso (2002)
- Carreras parejeras (2002)
- Asesinos de ilegales (2001)
- Niños y criminales (2001)
- Sotana roja (2001)
- Orquidea sangrienta (2001)
- Narcos contra sotanas (2001)
- Texana cien X (2000)
- Acoso prohibido (2000)
- La banda de los cholos 2 (2000)
- Los muertos no hablan (2000)
- Matar o morir (1999)
- Caminos chuecos (1999)
- La leyenda del pistolero (1998)
- Encuentro de valientes (1991)